# Liuqing Yang
Liuqing Yang, da Colorado State University, Fort Collins, Colorado, foi nomeada Fellow do Instituto de Engenheiros Elétricos e Eletrônicos (IEEE) em 2015 por contribuições à teoria e prática das comunicações de banda ultralarga.